# Wielka Ciemna Plama

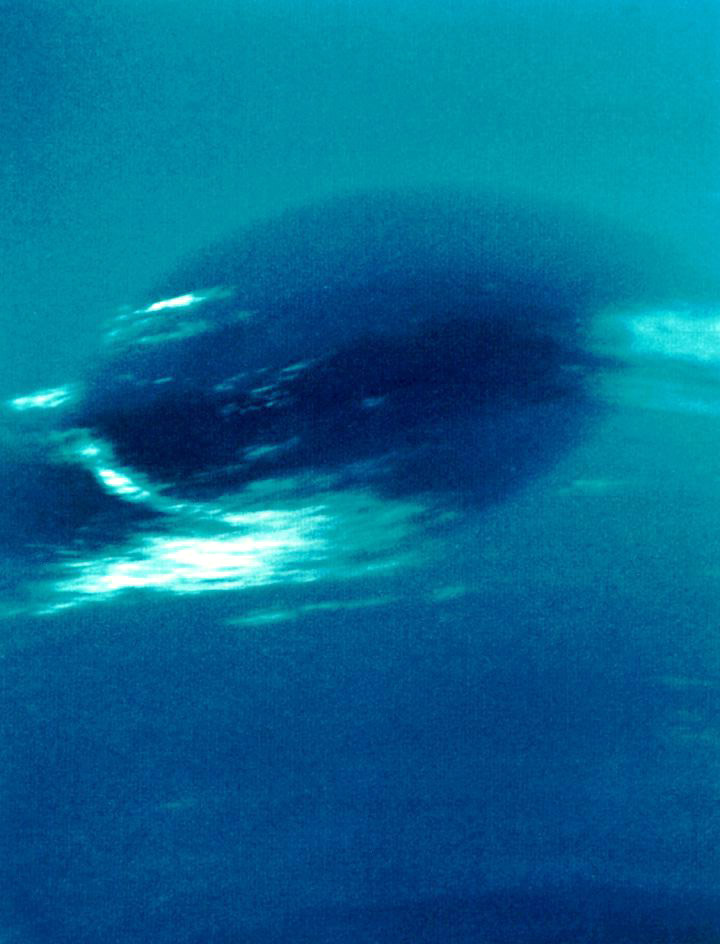
Wielka Ciemna Plama, widziana przez Voyagera 2.

Wielka Ciemna Plama – antycyklon wiejący na Neptunie, zaobserwowany przez sondę Voyager 2, który był położony na 22 stopniu szerokości południowej i rozciągał się na 30 stopni długości. Plama ta bardzo przypominała słynną Wielką Czerwoną Plamę na Jowiszu, zarówno pod względem położenia, jak i rozmiarów kątowych. Plama ostatecznie zanikła, ale podobne antycyklony pojawiły się na północnej półkuli planety.

## Obserwacje

### Wielka Ciemna Plama z 1989 r.
Ciemna Plama oznaczona GDS-89 miała kształt eliptyczny, rozmiary 13 000 × 6 600 km i obracała się w kierunku przeciwnym do ruchu wskazówek zegara. Znajdowała się powyżej otaczającej ją warstwy chmur, otaczał ją zmieniający się układ białych chmur typu cirrus zbudowanych z kryształków metanu, a w ślad za nią dookoła planety podążały liczne mniejsze wiry eliptyczne. Plama obiegała Neptuna w ciągu 18,3 godziny w kierunku ze wschodu na zachód. Uczeni przypuszczali, że podobnie jak Wielka Czerwona Plama, ten układ burzowy będzie istniał jeszcze długo.

### Północne Wielkie Ciemne Plamy
W 1994 r. Kosmiczny Teleskop Hubble’a został skierowany na Neptuna i odkrył, że Wielka Ciemna Plama z półkuli południowej zniknęła. Naukowcy zaobserwowali jednak niemal identyczny antycyklon na półkuli północnej (NGDS-32). Burze tego typu nie przekraczają równika, musiał więc on powstać niezależnie. Znajdował się on około 32°N i istniał jeszcze w 1996 r., a być może nawet do 2000 roku. Niezależnie od niej, w 1996 r. na 15°N powstała inna Ciemna Plama (NGDS-15), która pozostała widoczna przez 16 miesięcy.

## Dynamika Plam
Dynamika atmosfery Neptuna nie jest dobrze zrozumiana; przypuszcza się, że tego typu układy burzowe istnieją jeszcze po zaniknięciu obserwowalnej Plamy, o czym świadczy długie trwanie w atmosferze związanych z nią wcześniej jasnych chmur. Przypuszcza się, że Plama stanowi wyrwę w otaczających metanowych chmurach, pozwalającą zajrzeć w głąb planety.
Nie jest wiadome, jak często takie antycyklony tworzą się w atmosferze planety i w jakich warunkach stają się widoczne jako Ciemne Plamy. Być może jak w przypadku Owalu BA na Jowiszu, dzieje się tak po połączeniu mniejszych układów burzowych, które mogą być niedostrzegalne z Ziemi.